# Edessa

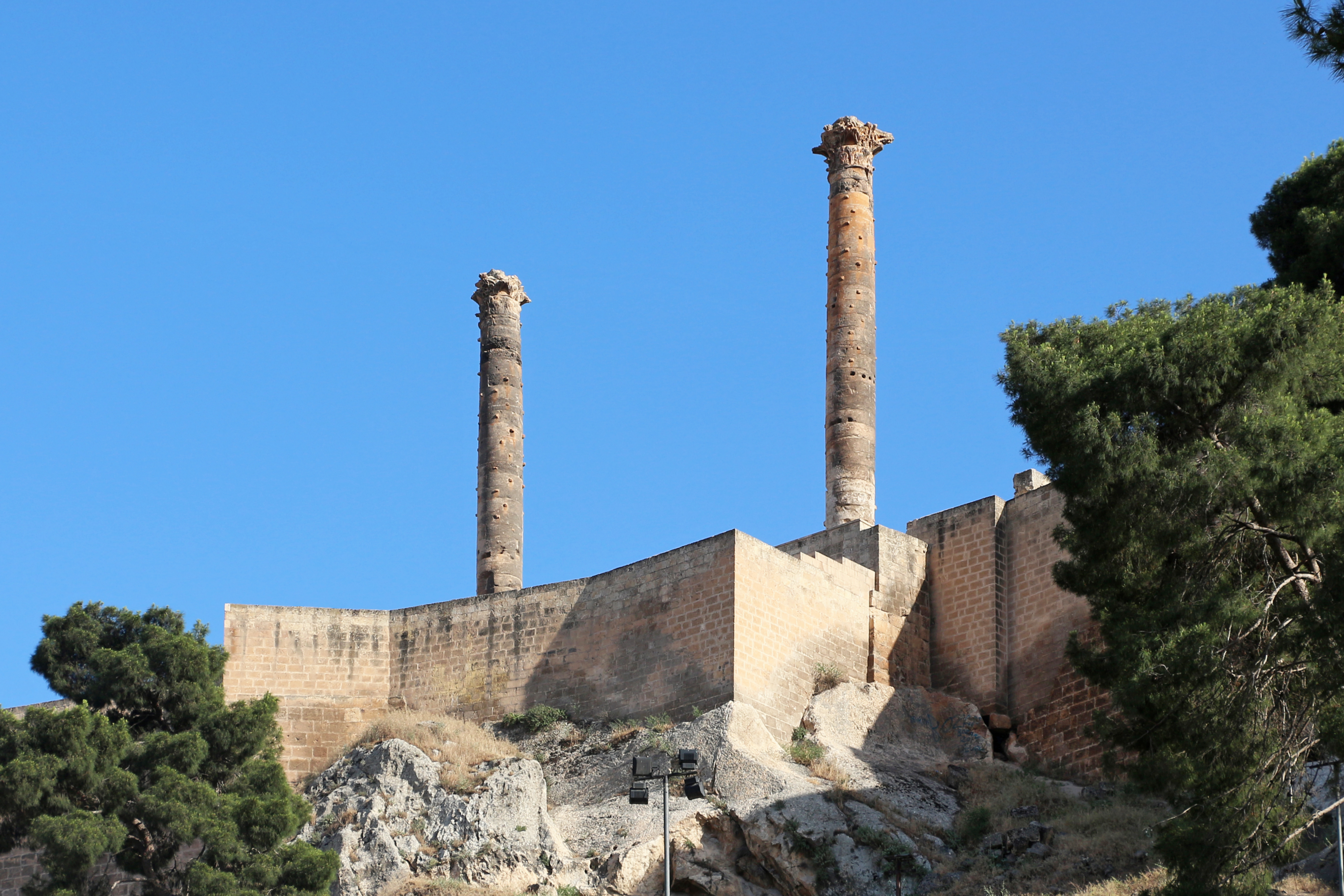
Một di chỉ thời La Mã.

Edessa (tiếng Hy Lạp cổ: Ἔδεσσα; tiếng Syriac cổ điển: ܐܘܪܗܝ, Urhāy, tiếng Armenia: Եդեսիա, Yedesia) là một thành phố cổ ở vùng Thượng Lưỡng Hà, do Seleukos I Nikator tái lập khoảng năm 302 TCN trên một khu dân cư đã có trước đó. Thành phố này còn được gọi là Antiochia bên sông Callirhoe từ thế kỷ 2 TCN. Đây cũng là kinh đô của vương quốc bán tự trị Osroene từ kh. 132 TCN, trước khi trực thuộc Đế quốc La Mã vào kh. 242 CN. Edessa là một trung tâm quan trọng của Kitô giáo Syriac thời sơ khởi. Tên gọi thời nay của thành phố là Urfa, thuộc Thổ Nhĩ Kỳ.